# Orlando Brown
Orlando Brown (Condado de Los Angeles, 4 de dezembro de 1987) é um ator e cantor estadunidense. Ficou famoso quando interpretou Eddie em That's So Raven (no Brasil, As Visões da Raven), um programa infanto-juvenil, produzido pelo Disney Channel. Orlando participou de vários clipes com Raven e seus amigos, dentre esses: Anneliese Van Der Pol, Brenda Song, Ashley Tisdale, Dylan Sprouse, Cole Sprouse, etc...
Na maioria de seus trabalhos como ator, Marcos Souza faz sua voz no Brasil.

## Carreira
Quando jovem, seus primeiros papéis que se destacaram foi em Family Matters como 3J, Eddie Thomas em As Visões da Raven, Tigre na Major Payne, e Nelson em The Jamie Foxx Show. Ele também dublou o personagem Sticky Webb na série de TV The Proud Family. Ele também emprestou sua voz para o personagem principal, Cornelius Fillmore, no programa de televisão animado Fillmore!

## Carreira musical
Em 2015, Orlando Brown estava trabalhando e estreando seus talentos musicais. Ele está atualmente no estúdio como um escritor e um artista solo.
Ele fez músicas com Akon, Sean Kingston, T-Pain, Pimp C, Raven-Symoné, Rayven Justice, TravStar, entre outros.
Até o momento, ele lançou apenas um álbum de estúdio chamado Trade It All.

## Crimes
Em abril de 2007, Brown foi preso por posse de maconha em Houston, Texas. A polícia teria encontrado nove gramas de maconha no carro que Orlando Brown estava dirigindo depois que foi parado por dirigir com suas luzes apagadas. Depois, Brown disse à imprensa que o carro não pertencia a ele e não sabia que todas as drogas estavam no carro. Em 22 de abril de 2008, Brown foi dado como desaparecido depois que ele deixou a casa de seu gerente em Studio City para ir para uma loja de conveniência, que era a uma curta distância e nunca mais voltou. Ele veio 24 horas mais tarde e publicamente pediu desculpas por não informar as pessoas de seu paradeiro. Brown disse que ele desapareceu porque "precisava ficar sozinho". 
Em agosto de 2011, Brown foi preso por dirigir sob o efeito do álcool enquanto conduziu sua namorada grávida em Hollywood, Califórnia. Mais tarde, ele foi liberado depois de pagar $ 15.000 de fiança.  Em maio de 2012, Brown foi preso por não completar uma das condições de sua liberdade condicional decorrentes da sua prisão em agosto 2011 por dirigir sob o efeito do álcool. Em julho de 2012, Brown foi preso pela 4ª vez por não aparecer para uma audiência no tribunal em relação à sua detenção por dirigir bêbado.
Em agosto de 2014, Brown foi preso e acusado de dois crimes de perturbação da paz e uma acusação de embriaguez pública depois que ele apareceu no apartamento de uma mulher e supostamente ameaçou matá-la e ao seu filho. Brown não foi acusado de fazer ameaças de morte por insuficiência de provas.
Em fevereiro de 2016, foi preso acusado de bater na namorada e portar metanfetamina. A polícia chegou até Brown após o ator ser denunciado por uma testemunha que o viu batendo na namorada no carro. Ele se recusou a deixar o veículo e acabou sendo conduzido para uma delegacia, onde os policiais encontraram uma grande quantidade de metanfetamina com o artista e o ficharam como traficante.
Em 16 de abril de 2020, acusou o ator Will Smith de abusar sexualmente dele quando ainda era uma criança.

## Filmografia

### Filmes
| Ano  | Titulo                          | Papel                | Notas |
| ---- | ------------------------------- | -------------------- | ----- |
| 1995 | Major Payne                     | Tiger                |       |
| 1998 | Senseless at the Gate           | Brandler Witter      |       |
| 2000 | Inhumane Worker                 | Marchel Williats     |       |
| 2000 | Perfect Game                    | Marcel Williams      |       |
| 2000 | The Poor Bear                   | Bear Little boy      | Voz   |
| 2001 | Max Keeble's Big Move           | Dobbs                |       |
| 2003 | Maniac Magee                    | Mars Bar Thompson    |       |
| 2003 | Eddie's Million Dollar Cook-Off | Frankie              |       |
| 2005 | Suits on the Loose              | Cody                 |       |
| 2012 | Christmas in Compton            | Tyrone               |       |
| 2012 | We the Party                    | Club Dj (uncredited) |       |
| 2015 | Straight Outta Compton          | Jay locke            |       |
| 2015 | American Bad Boy                | Charles              |       |

### Televisão
| Ano       | Titulo                          | Papel                 | Notas                                 |
| --------- | ------------------------------- | --------------------- | ------------------------------------- |
| 1996      | Moesha                          | Chuckie               | episódio: "Hakeem's New Flame"        |
| 1996–1997 | Waynehead                       | Damey Wayne           |                                       |
| 1997      | Malcolm & Eddie                 | Max                   | 2° Temporada episódio 10 Hoop Schemes |
| 1997      | Sister, Sister                  | Clayton               | Aparição                              |
| 1997      | The Pretender                   | Bruno                 | episódio: "Back From The Dead Again"  |
| 1997–1998 | Family Matters                  | 3J                    | 21 episódios                          |
| 1998–1999 | Two of a Kind                   | Max                   |                                       |
| 1998–2001 | The Jamie Foxx Show             | Nelson                |                                       |
| 1999      | Malcolm & Eddie                 | Cairo                 | 3° Temporada episódio 19 Daddio       |
| 1999      | Friends and Foes                | Chris                 | Lead Role                             |
| 1999      | Safe Harbor                     |                       |                                       |
| 2001      | Lizzie McGuire                  | Travis Elliot         | episódio: "Random Acts of Miranda"    |
| 2001–2005 | The Proud Family                | Sticky Webb           |                                       |
| 2002–2004 | Fillmore!                       | Cornelius Fillmore    |                                       |
| 2003–2007 | That's So Raven                 | Edward "Eddie" Thomas | 100 episódios                         |
| 2003–2004 | Clifford's Puppy Days           | Evan                  |                                       |
| 2004      | Start Up, Go Down, and Get Lost | Dwayne                | 1 episódio                            |
| 2004      | One on One                      | Dwanye                |                                       |
| 2005      | Phil of the Future              | Andy Baxley           |                                       |
| 2007–2015 | WordGirl                        | Tommy "His Dishonor"  |                                       |
| 2011      | Hell's Kitchen                  | Himself               | 1 episódio                            |

### Papeis Principais
| Ano       | Título                      | Papel             | Notas                          |
| --------- | --------------------------- | ----------------- | ------------------------------ |
| 1996—1997 | Waynehead                   | Damey Wayne       | Papel Principal                |
| 1997-1998 | Questões Familiares         | 3J                | Papel Recorrente               |
| 1999      | Amigos e Inimigos           | Chris             | Papel Principal                |
| 2001—2005 | The Proud Family            | Sticky Webb       | Papel Recorrente               |
| 2002—2004 | Filmore!                    | Cornelius Filmore | Papel Principal / Filmore      |
| 2004      | Inicie, Desça, e Desapareça | Dwayne            | Hóspede Estrela                |
| 2003—2007 | As Visões da Raven          | Eddie Thomas      | Papel Principal, 99 episódios. |

## Discografia
| Ano  | Música                                                                 | Trilha Sonora            |
| ---- | ---------------------------------------------------------------------- | ------------------------ |
| 2003 | "That's So Raven (theme song)" w/ Raven-Symoné & Anneliese Van Der Pol | That's So Raven          |
| 2003 | "Circle Of Life" w/ Disney Channel Circle of Stars                     | Disneymania 2            |
| 2004 | "Circle of Life (Christmas version)" w/ Disney Channel Circle of Stars | Radio Disney Jingle Jams |
| 2005 | "Circle of Life (All Star Remix)" w/ Disney Channel Circle of Stars    | DisneyRemixMania         |
| 2006 | "Little By Little" w/ Raven-Symoné                                     | That's So Raven Too!     |
| 2006 | "Will It Go Round In Circles"                                          | That's So Raven Too!     |
| 2006 | "Little By Little (Remix)" w/ Raven-Symoné iTunes bonus track          | That's So Raven Too!     |
| 2006 | "A Dream Is A Wish Your Heart Makes" w/ Disney Channel Circle of Stars | Disneymania 4            |
| 2006 | "Super Cali (BoiOB mix)"                                               | Disneymania 4            |
| 2008 | "A Dream Is a Wish Your Heart Makes" w/ Disney Channel Circle of Stars | Princess DisneyMania     |

### Música
| Ano  | Música                                                                   | Álbum                  |
| ---- | ------------------------------------------------------------------------ | ---------------------- |
| 2003 | "Thats So Raven (main song)" (w/ Raven-Symoné and Anneliese van der Pol) | "That's So Raven"      |
| 2004 | "Circle of Life" (w/ DCCoS)                                              | "DisneyMania 2"        |
| 2006 | "Little By Little" (w/ Raven-Symoné)                                     | "That's So Raven Too!" |
| 2006 | "Will It Go Round In Circles"                                            | "That's So Raven Too!" |
| 2006 | "A Dream is a Wish Your Heart Makes" (w/ DCCoS)                          | "DisneyMania 4"        |